# Yuka Hosoki
Yuka Hosoki (japanisch 細木 由香 Hosoki Yuka; * 20. Mai 1999) ist eine japanische Tennisspielerin.

## Karriere
Hosoki spielt vor allem auf Turnieren der ITF Women’s World Tennis Tour, bei denen sie bislang zwei Doppeltitel gewonnen hat.

## Turniersiege

### Doppel
| Nr. | Datum        | Turnier  | Kategorie | Belag     | Partnerin     | Finalgegnerinnen                | Ergebnis         |
| --- | ------------ | -------- | --------- | --------- | ------------- | ------------------------------- | ---------------- |
| 1.  | 2. Juli 2022 | Monastir | ITF W15   | Hartplatz | Eri Shimizu   | Diana Chehoudi Yasmine Mansouri | 6:3, 6:2         |
| 2.  | 24. Mai 2025 | Fukui    | ITF W15   | Hartplatz | Kisa Yoshioka | Nao Nishino Shiho Tsujioka      | 3:6, 7:5, [10:2] |